# Кшешовице
Кшешовице (пољ. Krzeszowice) је град у Пољској у Војводству Малопољском у Повјату краковском. Према попису становништва из 2011. у граду је живело 10.286 становника.

## Становништво
Према прелиминарним подацима са пописа, у граду је 2011. живело 10.286 становника.
| 2002.  | 2011.  | 2012.  |
| ------ | ------ | ------ |
| 10.150 | 10.286 | 10.281 |